# Royal Herakles HC in het seizoen 2013/14
Dit artikel beschrijft hockeyploeg Royal Herakles HC in het seizoen 2013-2014 bij de heren.

## Heren[1]

### Selectie
| Nr.           | Naam                  | Nationaliteit | Wed. | Goals | Assist | Leeftijd | Vorige club                    |
| ------------- | --------------------- | ------------- | ---- | ----- | ------ | -------- | ------------------------------ |
| Trainer/Coach |                       |               |      |       |        |          |                                |
|               | Rob Haantjes          | Nederland     |      |       |        | 40       | Nijmegen                       |
| Keepers       |                       |               |      |       |        |          |                                |
| 1             | Amaury Timmermans     | België        | 7    | 0     | 0      | 23       | Eigen jeugd                    |
| 17            | Filip Haenen          | België        | 0    | 0     | 0      | 26       | Eigen jeugd                    |
| Verdedigers   |                       |               |      |       |        |          |                                |
| 4             | Marco Donck           | België        | 5    | 0     | 0      | 17       | Eigen jeugd                    |
| 32            | Fabrice Van Bockrijck | België        | 3    | 0     | 0      | 17       | Eigen jeugd                    |
| 18            | Nick Haig             | Nieuw-Zeeland | 7    | 0     | 0      | 26       | Canterbury Cavaliers           |
| 8             | Thibault De Kerpel    | België        | 7    | 0     | 0      | 22       | Eigen jeugd                    |
| 24            | Victor Donck          | België        | 7    | 0     | 0      | 18       | Eigen jeugd                    |
| 13            | Thibaut Le Paige      | België        | 2    | 0     | 0      | 20       | Eigen jeugd                    |
| Middenvelders |                       |               |      |       |        |          |                                |
| 25            | Amaury Keusters       | België        | 7    | 0     | 0      | 23       | Eigen jeugd                    |
| 7             | Maxime Claessens      | België        | 5    | 0     | 0      | 27       | Eigen jeugd                    |
| 12            | Nicolas De Kerpel     | België        | 7    | 0     | 0      | 20       | Eigen jeugd                    |
| 9             | Robin Huybrechs       | België        | 4    | 0     | 0      | 20       | Eigen jeugd                    |
| 15            | David Hens            | België        | 7    | 0     | 0      | 25       | Eigen jeugd                    |
| 5             | Oriol Bach            | Spanje        | 7    | 0     | 0      | 24       | CD Terrassa                    |
| Aanvallers    |                       |               |      |       |        |          |                                |
| 11            | Agustin Nuñez         | Argentinië    | 7    | 0     | 0      | 27       | Royal Antwerp Hockey Club      |
| 10            | Jeremy Schuermans     | België        | 7    | 0     | 0      | 30       | Eigen jeugd                    |
| 23            | Cedric Struyf         | België        | 7    | 0     | 0      | 18       | Eigen jeugd                    |
| 14            | Jerome Legrand        | België        | 0    | 0     | 0      | 21       | Eigen jeugd                    |
| 43            | Anthony Van Stratum   | België        | 1    | 0     | 0      | 19       | Eigen jeugd                    |
| 22            | Sebastien Commeyne    | België        | 1    | 0     | 0      | 24       | Koninklijke Hockey Club Leuven |
| 21            | Louis Hottlet         | België        | 3    | 0     | 0      | 17       | Eigen jeugd                    |
| 17            | Joan Galí Borrell     | Spanje        | 5    | 0     | 0      | 22       | Atlètic Terrassa               |

### Wedstrijden
| Wedstrijddetails                       | Thuisploeg                                                                                                 | Uitslag                                 | Uitploeg                                                            | Selectie | Kaarten                                                              |
| -------------------------------------- | --- | --------------------------------------- | ------------------------------------------------------------------- | --- | -------------------------------------------------------------------- |
| 12 september 2013 20:30 Dragons        | Dragons | 7-3                                     | Herakles                                                            | Timmermans (1); Haig (2), Donck (2), N. De Kerpel (1), Th. De Kerpel (1), Am. Keusters (2), Hens (1), Schuermans (2), Rana (2), Nuñez (2) et Struyf (2); puis Claessens (2), Bach (2), Hottlet (2), Le Paige (2) et Gali (1)       | 33' David Hens (Herakles) 52' Haig (Herakles) 53' Cobbaert (Dragons) |
| 12 september 2013 20:30 Dragons        | 5' Timmermans (own) 14'Denayer 25' Cobbaert 27' Van Aubel 29' Luypaert (pc) 38' Luypaert (pc) 42'M. Dubois | 1-0 2-0 2-1 3-1 4-1 5-1 6-1 7-1 7-2 7-3 | 19' Hottlet 47' Schuermans (ps) 51' Nuñez                           | Timmermans (1); Haig (2), Donck (2), N. De Kerpel (1), Th. De Kerpel (1), Am. Keusters (2), Hens (1), Schuermans (2), Rana (2), Nuñez (2) et Struyf (2); puis Claessens (2), Bach (2), Hottlet (2), Le Paige (2) et Gali (1)       | 33' David Hens (Herakles) 52' Haig (Herakles) 53' Cobbaert (Dragons) |
| 15 September 2013 15:00 Herakles       | Herakles                                                                                                   | 2-2                                     | Racing                                                              | Timmermans (2), N. De Kerpel (2), Hens (2), Bach (2), V. Donck (1), T. De Kerpel (2), Schuermans (2), Rana (2), Claessens (2), Struyf (2), Keusters (3), puis Haig (2), Nuñez (3), Gali (2), Le Paige (1), Hottlet (2)             |                                                                      |
| 15 September 2013 15:00 Herakles       | 24' Amo Keusters 29' Gali                                                                                  | 0-1 1-1 2-1 2-2                         | 8' Beckers 70' Beckers (pc)                                         | Timmermans (2), N. De Kerpel (2), Hens (2), Bach (2), V. Donck (1), T. De Kerpel (2), Schuermans (2), Rana (2), Claessens (2), Struyf (2), Keusters (3), puis Haig (2), Nuñez (3), Gali (2), Le Paige (1), Hottlet (2)             |                                                                      |
| 20 September 2013 20:30 Waterloo Ducks | Waterloo Ducks                                                                                             | 8-1                                     | Herakles                                                            | Timmermans (2), Haig (2), N. De Kerpel (2), V. Donck (2), T. De Kerpel (2), Schuermans (2), Nuñez (2), Bach (2), Claessens (2), Struyf (2), Am. Keusters (2), puis Hens (2), Gali (1), Hottlet (2), M. Donck (1) et Rana (1)       |                                                                      |
| 20 September 2013 20:30 Waterloo Ducks | 4' Bertrand 17' Bertrand 32' De Paeuw (pc) 33' Vandiest 38' De Paeuw 43' Dumont 52' Masson 57' Boccard     | 1-0 2-0 2-1 3-1 4-1 5-1 6-1 7-1 8-1     | 28' Hottlet                                                         | Timmermans (2), Haig (2), N. De Kerpel (2), V. Donck (2), T. De Kerpel (2), Schuermans (2), Nuñez (2), Bach (2), Claessens (2), Struyf (2), Am. Keusters (2), puis Hens (2), Gali (1), Hottlet (2), M. Donck (1) et Rana (1)       |                                                                      |
| 22 september 2013 15:00 Gantoise       | Gantoise                                                                                                   | 2-4                                     | Herakles                                                            | Timmermans (2), T. De Kerpel (2), Haig (3), M. Donck (1), N. De Kerpel (2), Schuermans (2), Rana (2), Bach (1), Am. Keusters (3), Nuñez (2), Struyf (1), puis V. Donck (2), Hens (1), Gali (1), Huybrechs (1) et Van Bockrijk (1). | 67' Nuñez (Herakles)                                                 |
| 22 september 2013 15:00 Gantoise       | 51' Mc Naught Barrington 59' Mc Naught Barrington (pc)                                                     | 0-1 0-2 0-3 1-3 1-4 2-4                 | 25' Nico De Kerpel 28' Nuñez 34' Schuermans (pc) 52' Asif           | Timmermans (2), T. De Kerpel (2), Haig (3), M. Donck (1), N. De Kerpel (2), Schuermans (2), Rana (2), Bach (1), Am. Keusters (3), Nuñez (2), Struyf (1), puis V. Donck (2), Hens (1), Gali (1), Huybrechs (1) et Van Bockrijk (1). | 67' Nuñez (Herakles)                                                 |
| 22 september 2013 15:00 Herakles       | Herakles                                                                                                   | 3-2                                     | Beerschot                                                           | Timmermans (2), Th. De Kerpel (2), N. De Kerpel (3), M. Donck (2), Haig (2), Bach (2), Hens (2), Keusters (3), Schuermans (3), Nuñez (3), Struyf (2), puis V. Donck (1), Claessens (2), Van Bockrijck (1), Huybrechs (1), Gali (1) |                                                                      |
| 22 september 2013 15:00 Herakles       | 46' Schuermans (pc) 51' Schuermans (pc) 60' Schuermans                                                     | 0-1 1-1 2-1 2-2 3-2                     | 40' McClelland 56' Dockier                                          | Timmermans (2), Th. De Kerpel (2), N. De Kerpel (3), M. Donck (2), Haig (2), Bach (2), Hens (2), Keusters (3), Schuermans (3), Nuñez (3), Struyf (2), puis V. Donck (1), Claessens (2), Van Bockrijck (1), Huybrechs (1), Gali (1) |                                                                      |
| 22 september 2013 15:00 Herakles       | Herakles                                                                                                   | 0-2                                     | Braxgata                                                            | Timmermans (2), M. Donck (1), Haig (2), Th. De Kerpel (2), N. De Kerpel (2), Bach (2), Schuermans (2), Am. Keusters (2), Hens (1), Nuñez (1), Struyf (1), puis Huybrechs (2), Asif (2), V. Donck (1), Claessens (1), Commeyne (1)  |                                                                      |
| 22 september 2013 15:00 Herakles       | | 0-1 0-2                                 | 15' Dekeyser 34' Dekeyser                                           | Timmermans (2), M. Donck (1), Haig (2), Th. De Kerpel (2), N. De Kerpel (2), Bach (2), Schuermans (2), Am. Keusters (2), Hens (1), Nuñez (1), Struyf (1), puis Huybrechs (2), Asif (2), V. Donck (1), Claessens (1), Commeyne (1)  |                                                                      |
| 22 september 2013 15:00 Herakles       | Namur | 1-4                                     | Herakles                                                            | Timmermans (2), N.De Kerpel (3), Th.De Kerpel (2), M.Donck (2), Haig (3), Keusters (2), Rana (1), Bach (2), Hens (2), Nuñez (2), Struyf (2) puis V.Donck (2), Schuermans (2), Van Bockrijck (2), Huybrechs (2) et Van Stratum (1)  |                                                                      |
| 22 september 2013 15:00 Herakles       | 66' O. Jacob                                                                                               | 0-1 0-2 0-3 0-4 1-4                     | 34' Struyf 41'Schuermans (ps) 59' Keusters (pc) 64' Schuermans (pc) | Timmermans (2), N.De Kerpel (3), Th.De Kerpel (2), M.Donck (2), Haig (3), Keusters (2), Rana (1), Bach (2), Hens (2), Nuñez (2), Struyf (2) puis V.Donck (2), Schuermans (2), Van Bockrijck (2), Huybrechs (2) et Van Stratum (1)  |                                                                      |

### Oefenwedstrijden
| Datum      | Thuis/Uit | Tegenstander | Score | Doelpuntenmaker(s) Herakles                                                    |
| ---------- | --------- | ------------ | ----- | ------------------------------------------------------------------------------ |
| 11-08-2013 | Thuis     | Antwerp      | 1-1   | Nicolas De Kerpel                                                              |
| 17-08-2013 | Uit       | Wat Ducks    | 5-1   | Cedric Struyf                                                                  |
| 18-08-2013 | Uit       | Dragons      | 1-2   | Amaury Keusters, Nicolas De Kerpel                                             |
| 24-08-2013 | Thuis     | Gantoise     | 3-3   | Amaury Keusters, Jeremy Schuermans (2)                                         |
| 31-08-2013 | Thuis     | Daring       | 8-0   | Joan Galí Borrell (2), Nicolas De Kerpel (2), Jeremy Schuermans (3), Nick Haig |
| 31-08-2013 | Thuis     | Braxgata     | 2-1   | Amaury Keusters, Jeremy Schuermans                                             |
| 08-09-2013 | Thuis     | Namen        | 8-0   | Joan Galí Borrell, Nicolas De Kerpel (2), Jeremy Schuermans (4), Agustin Nuñez |